# باون پنتون
باون پنتون (انگلیسی: Baven Penton؛ 1890 – ۱۹۶۷ (۷۶−۷۷ سال)) بازیکن فوتبال اهل بریتانیا بود.
از باشگاه‌هایی که در آن بازی کرده‌است می‌توان به باشگاه فوتبال ساوت‌همپتون و باشگاه فوتبال ای‌اف‌سی بورنموث اشاره کرد.